# Elisabeth von Anhalt (1563–1607)

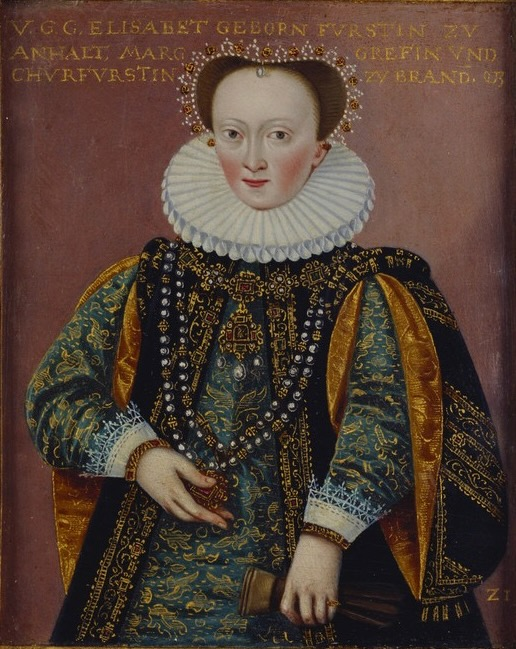
Elisabeth von Anhalt (1563–1607), Kurfürstin von Brandenburg

Elisabeth von Anhalt (* 15. September 1563 in Zerbst; † 8. November 1607 in Crossen) war eine Prinzessin von Anhalt und durch Heirat vom 6. Oktober 1577 bis zum Tod ihres Gemahls am 18. Januar 1598 Kurfürstin von Brandenburg.

## Leben

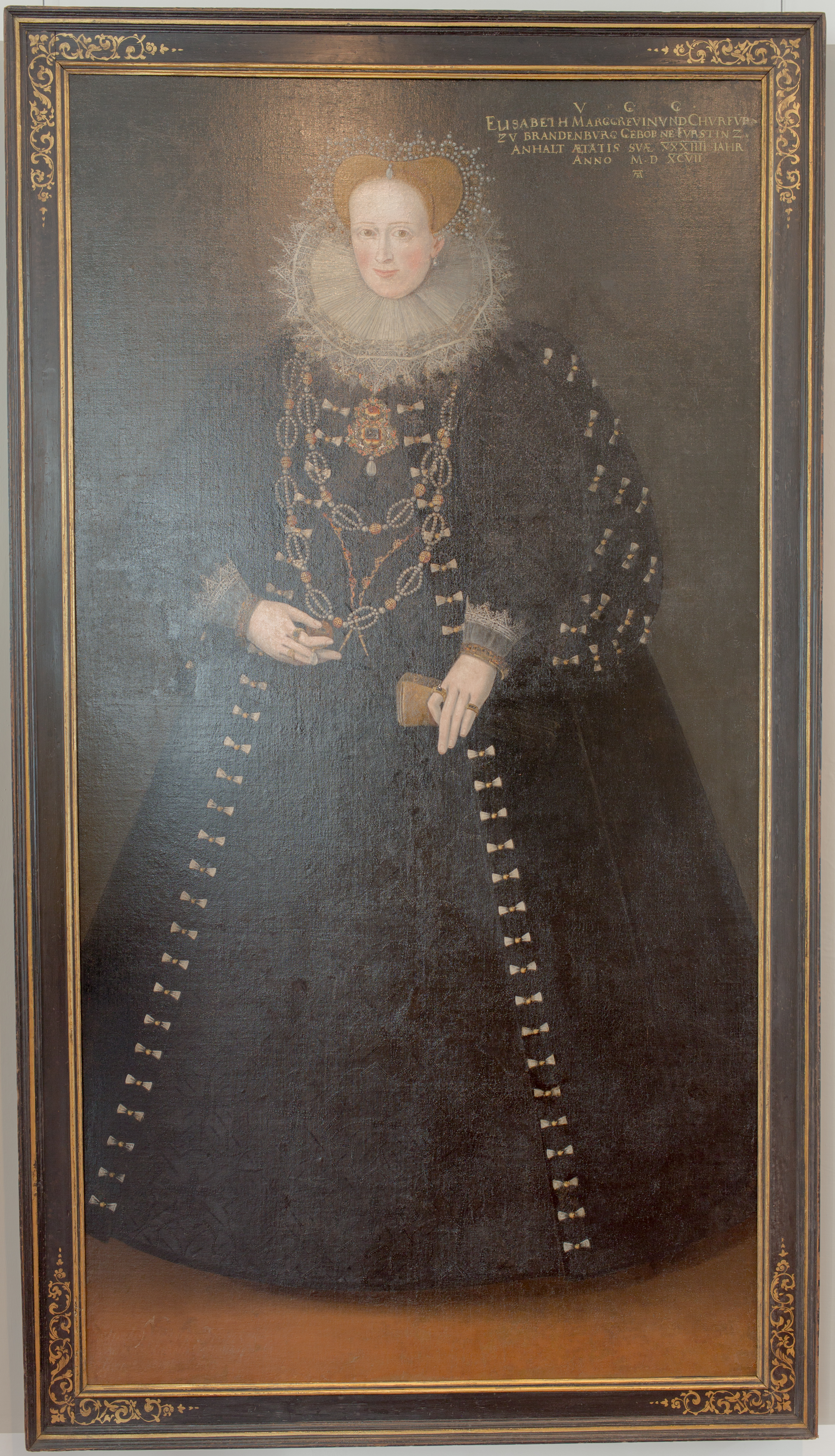
Kurfürstin Elisabeth von Brandenburg im Alter von 33 Jahren. 1597

Elisabeth war eine Tochter des Fürsten Joachim Ernst von Anhalt (1536–1585) aus dessen erster Ehe mit Agnes (1540–1569), Tochter des Grafen  Wolfgang I. von Barby.
Elisabeth wurde am 6. Oktober 1577 im Jagdschloss Letzlingen die dritte Ehefrau des fast 40 Jahre älteren Kurfürsten Johann Georg von Brandenburg (1525–1598). Sie war damit 16 Jahre jünger als ihr Stiefsohn Joachim Friedrich. Die Vermählung wurde ohne großen Aufwand begangen und Elisabeth erhielt als Morgengabe jährlich 400 Gulden zugesprochen. Elisabeth brachte als Heiratsgut 15.000 Taler in die Ehe und erhielt dafür als Leibgedinge, neben einer beträchtlichen Rente, Stadt und Schloss Crossen, Amt und Stadt Züllichau sowie Bobersberg überschrieben.
Elisabeth galt als Förderin des Gelehrten Leonhard Thurneysser. Nach dem Tod ihres Mannes zog sie sich, von ihren vielen Geburten bereits geschwächt, mit ihren jüngeren Kindern auf ihren Witwensitz Schloss Crossen zurück. Sie ist in der Hohenzollerngruft des Berliner Doms bestattet.

## Nachkommen
Aus der Ehe mit Johann Georg von Brandenburg gingen elf Kinder hervor:
- Christian (1581–1655), Markgraf von Brandenburg-Bayreuth

⚭ 1604 Prinzessin Marie von Preußen (1579–1649)
- Magdalena (1582–1616)

⚭ 1598 Landgraf Ludwig V. von Hessen-Darmstadt (1577–1626)
- Joachim Ernst (1583–1625), Markgraf von Brandenburg-Ansbach

⚭ 1612 Gräfin Sophie von Solms-Laubach (1594–1651)
- Agnes (1584–1629)

⚭ 1. 1604 Herzog Philipp Julius von Pommern-Wolgast (1584–1625)
⚭ 2. 1628 Herzog Franz Karl von Sachsen-Lauenburg (1594–1660)
- Friedrich (1588–1611)
- Elisabeth Sophie (1589–1629)

⚭ 1. 1613 Fürst Janusz I. Radziwiłł (1579–1620)
⚭ 2. 1628 Herzog Julius Heinrich von Sachsen-Lauenburg (1586–1665)
- Dorothea Sibylle (1590–1625)

⚭ 1610 Herzog Johann Christian von Brieg (1591–1639)
- Georg Albrecht (1591–1615)
- Sigismund (1592–1640)
- Johann (1597–1627)
- Johann Georg (1598–1637)